# Айхал
Айхал (якут. Айхал) — селище міського типу в Мирнинському улусі Якутії, розташоване на відстані 60 км на південь від міста Удачний. Даний населений пункт утворений в 1961 році в зв'язку з відкриттям кімберлітової трубки «Айхал» (в перекладі з якутської мови — слава), яка була виявлена 22 січня 1960 року.

## Географія
Селище побудоване неподалік від річки Сохсолоох (в перекладі з якутської мови — річка з пастками, від сохсо — пастка, пащу, пастка), в якій (за легендою) тонули олені, дістаючись іншого берега по осінньому льоду.
Сучасний Айхал поділяється на дві частини: верхнє і нижнє селище. Нижнє селище — стара частина, дерев'яні будинки. Верхнє — бетонні п'ятиповерхівки. Головне містоутворююче підприємство — Айхальський ГЗК, АК «АЛРОСА» (ВАТ).

## Історія
Населений пункт заснований 1961 року геологами Амакинської геологорозвідувальної експедиції в зв'язку з відкриттям кімберлітової трубки «Айхал». Статус селища міського типу — з 1962 року.

## Промисловий ядерний вибух «Кратон-3»
У серпні 1978 року на глибині 577 метрів на об'єкті «Кратон-3» був проведений промисловий ядерний вибух потужністю 19 кілотонн (близький за потужністю до бомби, скинутої на Хіросіму в 1945 році) на замовлення Міністерства геології СРСР, з метою глибинного вивчення земної кори методом «сейсмічного зондування». Вибух стався на відстані 39 км на схід від Айхала. Під час організації вибуху були допущені порушення, внаслідок чого утворилася радіоактивна хмара, яка накрила селище з 54 жителями, постраждали також 26 учасників робіт.

## Населення
| 1970    | 1979    | 1989    | 2002    | 2009    | 2010    | 2011    |
| ------- | ------- | ------- | ------- | ------- | ------- | ------- |
| 5386    | ↗5440   | ↗11 552 | ↗15 782 | ↘15 746 | ↘13 727 | ↗13 744 |
| 2012    | 2013    | 2014    | 2015    | 2016    | 2017    | 2018    |
| ↘13 597 | ↘13 594 | ↘13 396 | ↗13 408 | ↗14 057 | ↘13 962 | ↘13 683 |

## Клімат
```
Клімат району субарктичний, із чітко вираженими рисами континентальності. Характерна 
температурна інверсія
. У долинах формуються більш низькі температури повітря. Різниця досягає максимуму при безвітряності в 2-5° на кожні 100 м підйому. У січні температура повітря сягає показників -38 — -45°, у липні — до +22°.
```

## Вічна мерзлота
Айхал розташований в зоні суцільного поширення багаторічномерзлих порід («вічної мерзлоти»). Середньорічні температури ґрунтів на глибині 9-15 м (т. зв. нульових річних амплітуд) змінюються від -3° до -6°. Потужність кріолітозони варіюється в межах 800—1100 м, а у верхів'ях р. Мархи досягає 1500 м. Влітку ґрунти в районі розморожуються на 0,5-2,5 м. Щебнисті ґрунти, позбавлені рослинності, в окремі роки прогрівалися на 2,5-3,0 м, а торфовища в долинах річок Сохсолоох, Марха та в озерних улоговинах розставали всього на 0,5 м.

## Інфраструктура
- Освіта. На території селища розташовані дві загальноосвітні школи ЗОШ № 5, ЗОШ № 23. ПТУ № 30, МКОУ "ЦДОД «Надія» з 1975 р., 6 дитячих садків. ГБУ РС (Я). В с. Айхал з 1975 року працює Муніципальна державна освітня установа «Центр додаткової освіти дітей».
- Айхальская міська лікарня.
- Айхальське відділення поліції.
- Палац культури «Північне сяйво».
- Спортивний комплекс з басейном «Дельфін».
- Велика кількість салонів краси та крамниць.

## ЗМІ
Радіостанції:
- 101,9 — Алмазний край / Хіт FM
- 102,5 — Радіо НВК «Саха»

Телебачення:
- 3 — Алмазний край / Звезда
- 12 — ТВ Центр
- 26 — DVB-T2 (1 мультиплекс) (РТС 50 Вт, 43 м)
- 28 — план цифра DVB-T2 (2 мультиплекс) (РТС 50 Вт, 43 м)
- 34 — Росія-2

## Релігія
У селищі діє православний храм Різдва Христового (настоятель — ієрей Іоанн Сєркін). У селищі також звели мечеть.

## Відомі люди
- Мілаш Дмитро Михайлович (* 1982) — прапорщик Збройних сил України, учасник російсько-української війни.